# Ignazio Aloisi
Ignazio Aloisi (Messina, 2 febbraio 1946 – Messina, 27 gennaio 1991) è stato un portavalori italiano vittima di un omicidio di stampo mafioso.

## Antefatti
Il 3 settembre 1979 Aloisi si trovava in servizio come portavalori per un istituto di vigilanza di Messina insieme a un collega, quando un gruppo di persone armate prese d'assalto il furgone presso il casello autostradale di Gazzi. Aloisi aveva il compito, che svolgeva quotidianamente, di trasportare l'incasso del casello. Il colpo venne effettuato in maniera rapida ma Aloisi riuscì a vedere in faccia uno dei rapinatori e ne fornì il pomeriggio stesso un'accurata descrizione agli investigatori. Il 3 ottobre Aloisi venne convocato in carcere per effettuare il riconoscimento di un sospettato. La procedura si svolse tramite un confronto faccia a faccia ma senza nessun tipo di protezione per il testimone oculare, che però non si fece intimorire e riconobbe il rapinatore: si trattava di Pasquale Castorina, giovane mafioso allora affiliato al clan Costa (Cosa Nostra), con una serie di precedenti alle spalle. A seguito dell'avvenuto riconoscimento, Castorina giurò vendetta alla guardia giurata. La minaccia non venne presa in seria considerazione dagli agenti, che ne minimizzarono la portata. Il 24 ottobre 1979 le accuse di Ignazio Aloisi vennero verbalizzate davanti al giudice istruttore; già dal 5 ottobre, però, si erano verificati i primi gesti intimidatori e le telefonate minacciose, al fine di spingere Aloisi a ritirare la denuncia. Tra questi, anche amici stretti dello stesso Castorina chiesero di ritrattare le dichiarazioni.
Le pressioni su Aloisi si intensificarono con l'avvicinarsi del processo: il 7 novembre 1980, data prevista per la prima deposizione in tribunale di Aloisi, alle 6.30, mentre rientrava da una notte di lavoro, un uomo a bordo di una vespa color verde sparò contro di lui un colpo di pistola che lo mancò di poco. Sebbene Aloisi non fosse riuscito a vederlo, la moglie scorse il presunto attentatore dalla finestra della loro abitazione. Nella stessa mattina, inoltre, esplosero dei colpi di pistola all'interno del condominio di Aloisi, un chiaro segnale intimidatorio. A questo si aggiunsero le telefonate mute (almeno per le figlie e la madre) che la famiglia Aloisi riceveva con insistenza e prontamente denunciava ai Carabinieri.

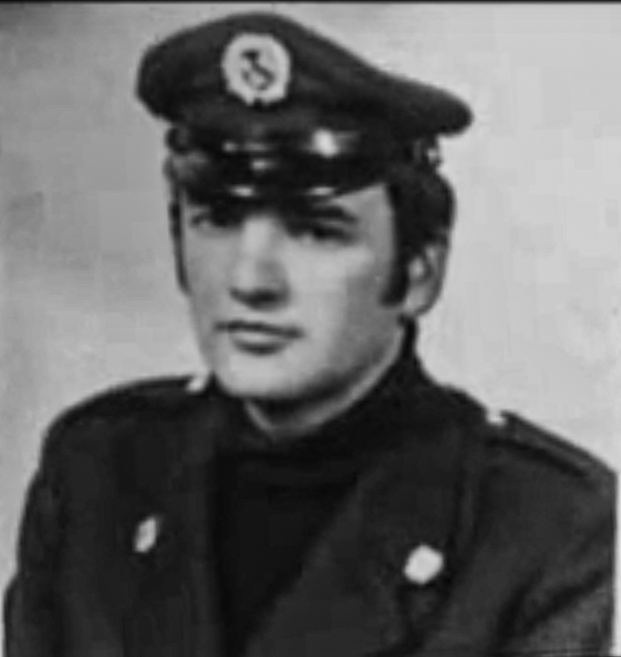
Ignazio Aloisi in divisa

La Corte di Appello di Messina il 16 gennaio 1982 condannò Castorina a 8 anni di carcere per rapina aggravata. La sentenza rimarcò il ruolo avuto da Aloisi, il cui riconoscimento venne definito "determinante ai fini della condanna".
Dopo aver scontato la pena, Castorina decise di riciclarsi nel clan Sparacio, a seguito del dissolversi del clan Costa, diventandone capozona.

## L'omicidio
Il 27 gennaio 1991 alle 16.30 Aloisi stava rientrando a casa dallo stadio "Celeste", dove con la figlia Donatella allora quattordicenne aveva assistito alla partita del Messina, di cui era tifoso. Nel quartiere messinese di Minissale un uomo con il volto mascherato si avvicinò e fece fuoco contro Aloisi, colpendolo al capo e al torace con una revolver calibro 38. Aloisi morì sul colpo, alla presenza della figlia e di altri amici. La consulenza necroscopica, eseguita del dottor Giulio Cardia, rilevò che "Aloisi era stato attinto al torace da un proiettile ed al capo da due proiettili così che uno di questi ultimi aveva provocato gravissime lesioni cranio-encefaliche dalle quali era derivata immediatamente la morte per arresto cardio-circolatorio".

## Le vicende giudiziarie

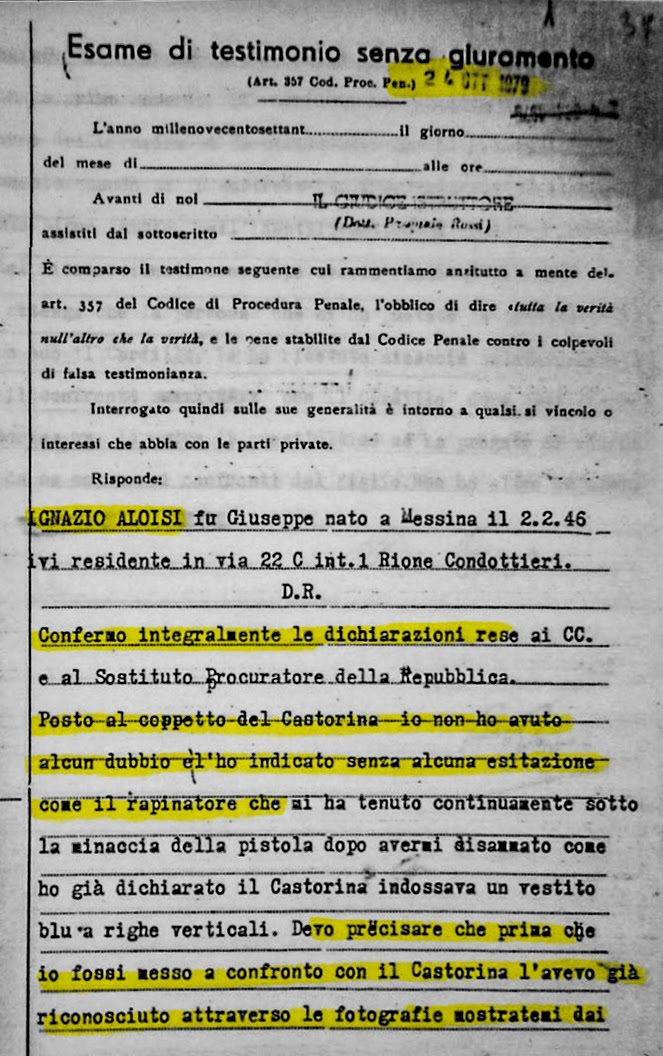
Dichiarazione di Ignazio Aloisi

### I primi processi
Nonostante la moglie di Aloisi avesse collegato immediatamente l'omicidio alle dichiarazioni del marito nel 1979, le vicende processuali non furono così lineari. Nel 1993 Pasquale Castorina e Pasquale Pietropaolo, suo nipote, vennero comunque rinviati a processo, con l'accusa, rispettivamente, di mandante ed esecutore materiale dell'omicidio.  Fu possibile imbastire il processo grazie alle dichiarazioni di tre pentiti: Umberto Santacaterina, Marcello Arnone e Ignazio Aliquò. Già in quella sede Pasquale Castorina tentò di delegittimare il defunto Aloisi, sostenendo che il movente dell'omicidio fosse una questione di donne. L'accusa venne dimostrata inconsistente. Consigliata dal suo avvocato di allora, la moglie di Aloisi decise di non costituirsi parte civile per evitare ritorsioni, soprattutto verso le due figlie, ancora molto giovani e più facilmente esposte. Il 15 aprile 1994 fu emessa la condanna a 26 anni di carcere con l'interdizione perpetua dai pubblici uffici e quella legale durante l'espiazione della pena detentiva. I giudici, nella sentenza di secondo grado, misero per iscritto che le dichiarazioni di Castorina venivano ritenute tendenzialmente fuorvianti e non utili all'accertamento della verità.

### L'accusa di complicità
Durante il processo di appello nel 1995, Castorina e Pietropaolo decisero di diventare collaboratori di giustizia. Rielaborarono, quindi, una versione differente dell'accaduto: Ignazio Aloisi sarebbe stato complice della rapina nel ruolo di basista e, insoddisfatto della spartizione del ricavato, avrebbe successivamente segnalato Castorina alle forze dell'ordine. Castorina fornì questa testimonianza durante le dichiarazioni spontanee al presidente della Corte d'Assise Bruno d'Arrigo, senza contraddittorio. Il movente dell'omicidio, pertanto, non sarebbe stato una vendetta per la deposizione di una vittima di rapina, bensì quella per una deposizione presentata, a tradimento, da un ex complice. Diversi collaboratori di giustizia bollarono come del tutto inattendibile tale rielaborazione. Tuttavia, il presidente della Corte d'Assise ritenne affidabile quanto affermato da Castorina, definendo "credibile" la sua versione per il solo fatto che Castorina e Aloisi abitassero nello stesso quartiere e che, dunque, fosse plausibile che si conoscessero. Il 10 aprile 1995 la Corte d'Assise d'Appello di Messina confermò l'impianto accusatorio, riducendo la pena per entrambi gli imputati a 22 anni di reclusione. Il 20 novembre dello stesso anno la Corte di Cassazione dichiarò inammissibili i ricorsi e condannò i ricorrenti a pagarne le spese processuali. La figura di Aloisi rimase però compromessa dalle dichiarazioni del Castorina.
Da parte sua, la famiglia fece notare che se il coinvolgimento di Aloisi nel rapimento fosse corrispondente alla realtà, Castorina avrebbe potuto avvalersi di questa informazione già ai tempi del processo per la rapina (1982) per fare luce sull'episodio. Ancora, Castorina avrebbe potuto delineare tale supposta complicità nel corso del primo appello del processo per omicidio.

### Il mancato riconoscimento di vittima innocente di mafia
Nel 1996 fu pubblicata la sentenza del primo processo che negava il riconoscimento dello status di vittima innocente di mafia. Da allora Donatella Aloisi, la figlia che assistette in prima persona all'omicidio, presentò altre cinque richieste per il riesame dei documenti riguardanti il caso Aloisi, al fine di ottemperare ai requisiti necessari per la definizione dello status di vittima innocente di mafia. Solamente il 27 novembre 2008 la Prefettura di Messina diede parere favorevole al Ministero dell'Interno per l'avviamento della procedura di riconoscimento.
Nell'aprile 2009 si procedette alla denuncia, a carico di Castorina, per calunnia nei confronti del defunto Ignazio Aloisi, ottenendo il rinvio a giudizio in data 14 aprile. L'apertura di un processo per calunnia avrebbe dato la possibilità di riascoltare anche altri collaboratori di giustizia, potendo così smentire le dichiarazioni di Castorina sul coinvolgimento della guardia giurata nella rapina. Tuttavia ciò non fu di fatto possibile, in quanto il reato fu dichiarato prescritto dal Tribunale di Messina, essendo trascorsi quindici anni dal fatto. Nonostante ne avesse la facoltà, Pasquale Castorina decise di non rinunciare alla prescrizione.
Il 9 dicembre 2010 la Commissione del Ministero dell'Interno riunitasi per l'analisi del caso espresse parere negativo al riconoscimento dello status di vittima innocente, nonostante l'impegno assunto pubblicamente dalla funzionaria del Ministero Concetta Staltari, con la seguente motivazione: «Non emergono elementi per attribuire l'adesione ad associazioni di tipo mafioso, poiché non emerge l'attribuzione del 416 bis a carico degli autori dell'omicidio Aloisi. Inoltre non emerge la completa estraneità dello stesso Aloisi ad ambienti e rapporti delinquenziali». La motivazione venne ritenuta irricevibile in primis dai familiari, che avevano anche presentato un documento in cui Salvatore Longo, complice di Castorina nella rapina, smentiva la ricostruzione di Castorina e negava qualsivoglia coinvolgimento di Aloisi in ambienti mafiosi. L'avvocato della famiglia, Fabio Repici, replicò così: «È infondato dire che non sono emersi elementi per qualificare l'omicidio come mafioso. Gli autori Pasquale Castorina e Pasquale Pietropaolo erano già stati condannati nell'ambito dei processi Peloritana 1 (1986-89) e Peloritana 3 (1990-94) quali appartenenti al clan mafioso Cavò-Cambria-Sparacio. Poiché non si può essere condannati due volte per lo stesso reato - continua Repici - emerge comunque che l'omicidio Aloisi è stato commesso da due acclarati mafiosi». A seguito del mancato riconoscimento, i familiari hanno presentato ricorso al TAR contro la pronuncia del Ministero dell'Interno. Dopo anni di attesa, il TAR del Lazio ha risposto alla famiglia Aloisi stabilendo che la questione compete alla Tribunale Civile di Messina, la cui udienza è ancora in fase di programmazione.

## L'impegno dei familiari
La figlia Donatella, insieme alla madre Rosa e alla sorella Cinzia, ha portato avanti la battaglia del riconoscimento del padre come vittima innocente di mafia, cercando di sopperire al disinteresse mostrato all'epoca da parte della stampa locale e dell'opinione pubblica. La vicenda è stata riportata all'attenzione del grande pubblico con la partecipazione dei familiari ad alcune trasmissioni televisive.
Nel 2014 lo scrittore Paolo De Chiara ha inserito la storia di Ignazio Aloisi nella raccolta Testimoni di giustizia. Uomini e donne che hanno sfidato la mafia, quale esempio di lotta alla criminalità organizzata.
Il nome di Ignazio Aloisi viene menzionato il 21 marzo di ogni anno dall'associazione Libera presieduta da don Luigi Ciotti, in occasione della Giornata della memoria e dell'impegno in ricordo delle vittime innocenti delle mafie. La stessa associazione, inoltre, ha deciso di dedicargli uno dei suoi presidi.